# Начално училище „Илия Рашков Блъсков“
Начално училище „Илия Р. Блъсков“ е начално училище в град Шумен, разположено на адрес: ул. „Христо Смирненски“ №9, в центъра на града.  Директор на училището е Свилена Димитрова.

## История
Училището е основано през 1908 година. През 1911 г. Илия Рашков Блъсков подарява на училището с автограф 3 тома от съчиненията си, които и до днес се пазят като ценна реликва в музея на училището.
В чест на най-светлия български празник – 24 май, е открит барелефът на Илия Р. Блъсков и музея на училището от внука му Илия Евтимов. Пред централния вход е изнесен голям празничен концерт.